# Randia laevigatoides
Randia laevigatoides är en måreväxtart som beskrevs av Attila L. Borhidi. Randia laevigatoides ingår i släktet Randia och familjen måreväxter. Inga underarter finns listade i Catalogue of Life.